# Quillo (distrito)
Distrito peruano de Quillo é um dos oito distritos da Província de Yungay, situcada no Ancash, pertenecente a Região de Ucayali, Peru.

## Transporte
O distrito de Quillo não é servido pelo sistema de estradas terrestres do Peru.